# Olympische Sommerspiele 2012/Teilnehmer (Kiribati)
| Gelbes Symbol für Goldmedaillen mit stilisierten Olympischen Ringen | Graues Symbol für Silbermedaillen mit stilisierten Olympischen Ringen | Braundes Symbol für Bronzemedaillen mit stilisierten Olympischen Ringen |
| ------------------------------------------------------------------- | --------------------------------------------------------------------- | ----------------------------------------------------------------------- |
| —                                                                   | —                                                                     | —                                                                       |

Kiribati nahm in London an den Olympischen Spielen 2012 teil. Es war die insgesamt dritte Teilnahme an Olympischen Sommerspielen. Das Kiribati National Olympic Committee nominierte drei Athleten in zwei Sportarten.

## Teilnehmer nach Sportarten

### Gewichtheben
| Athleten       | Wettbewerb       | Reißen       | Reißen | Stoßen       | Stoßen | Zweikampf    | Zweikampf | Rang |
| Athleten       | Wettbewerb       | Gewicht (kg) | Rang   | Gewicht (kg) | Rang   | Gewicht (kg) | Rang      | Rang |
| -------------- | ---------------- | ------------ | ------ | ------------ | ------ | ------------ | --------- | ---- |
| Männer         |                  |              |        |              |        |              |           |      |
| David Katoatau | Klasse bis 94 kg | 140          | 17     | 185          | 17     | 325          | 17        | 17   |

### Leichtathletik
Laufen und Gehen
| Athleten       | Wettbewerb | Vorlauf | Vorlauf | Halbfinale    | Halbfinale    | Finale        | Finale        | Rang |
| Athleten       | Wettbewerb | Zeit    | Rang    | Zeit          | Rang          | Zeit          | Rang          | Rang |
| -------------- | ---------- | ------- | ------- | ------------- | ------------- | ------------- | ------------- | ---- |
| Frauen         |            |         |         |               |               |               |               |      |
| Kaingaue David | 100 m      | 13,61 s | 8       | ausgeschieden | ausgeschieden | ausgeschieden | ausgeschieden | 29   |
| Männer         |            |         |         |               |               |               |               |      |
| Nooa Takooa    | 100 m      | 11,53 s | 7       | ausgeschieden | ausgeschieden | ausgeschieden | ausgeschieden | 25   |